# مارك سوليفان (لاعب كرة قاعدة)
مارك سوليفان (بالإنجليزية: Marc Sullivan) هو لاعب كرة قاعدة أمريكي، ولد في 25 يوليو 1958 في كوينسي في الولايات المتحدة.

## وصلات خارجية
- مارك سوليفان على موقعبيزبول رفرنس.كوم (الدوري الرئيسي) (الإنجليزية)